# Vacances a l'infern
Vacances a l'infern (originalment en anglès, Get the Gringo) és una pel·lícula d'acció estatunidenca de 2012 dirigida per Adrian Grunberg, produïda, coescrita i protagonitzada per Mel Gibson. S'ha doblat al català.

## Repartiment
- Mel Gibson com a Richard 'El Gringo' Johnson
- Kevin Balmore Hernandez com a nen
- Dolores Heredia com a mare del nen
- Daniel Giménez Cacho com a Javier 'Javi' Huerta
- Jesús Ochoa com a 'Caracas' Huerta
- Roberto Sosa com a 'Carnal'
- Tenoch Huerta com a Carlos
- Peter Gerety com a noi de l'ambaixada
- Peter Stormare com a Frank Fowler
- Bob Gunton com a Thomas Kaufmann
- Scott Cohen com a Jackson
- Patrick Bauchau com a cirurgià
- Fernando Becerril com a director de la presó
- Mayra Serbulo com a infermera
- Stephanie Lemelin com a secretària de l'advocat de Frank
- Tom Schanley com a Gregor
- Mario Zaragoza com a oficial Vazquez
- Dean Norris com a oficial Bill